# Surinam en los Juegos Olímpicos de Seúl 1988
Surinam estuvo representado en los Juegos Olímpicos de Seúl 1988 por seis deportistas, cuatro hombres y dos mujeres, que compitieron en cuatro deportes.
El portador de la bandera en la ceremonia de apertura fue el nadador Anthony Nesty.

## Medallistas
El equipo olímpico surinamés obtuvo las siguientes medallas:
| Nombre        | Deporte  | Competición      |
| ------------- | -------- | ---------------- |
| Oro           |          |                  |
| Anthony Nesty | Natación | 100 m mariposa M |
| Plata         |          |                  |
| —             |          |                  |
| Bronce        |          |                  |
| —             |          |                  |